# إسبانيا في الألعاب الأولمبية الصيفية 1920
شارك إسبانيا في دورة الألعاب الأولمبية الصيفية 1920، التي أقيمت في أنتويرب ببلجيكا، في الفترة الممتدة من 20 أبريل حتى 12 سبتمبر، بوفد قوامه 32 رياضي (59 رجال) في 6 ألعاب.
حصد إسبانيا ميداليتين فضيتين في هذه الدورة محتلاً المرتبة 17 في الترتيب النهائي بين 29 دولة مشاركة.

## قائمة الميداليات
| الميدالية | الرياضي              | المنافسة  | المسابقة     |
| فضية      | منتخب إسبانيا - رجال | بولو      | بطولة الرجال |
| فضية      | منتخب إسبانيا - رجال | كرة القدم | بطولة الرجال |